# Saint-Hilaire (Essonne)
Saint-Hilaire é uma comuna francesa na região administrativa da Ilha-de-França, no departamento de Essonne. Estende-se por uma área de 6,79 km². Em 2010 a comuna tinha 417 habitantes (densidade: 61,4 hab./km²).